# Milada Horáková

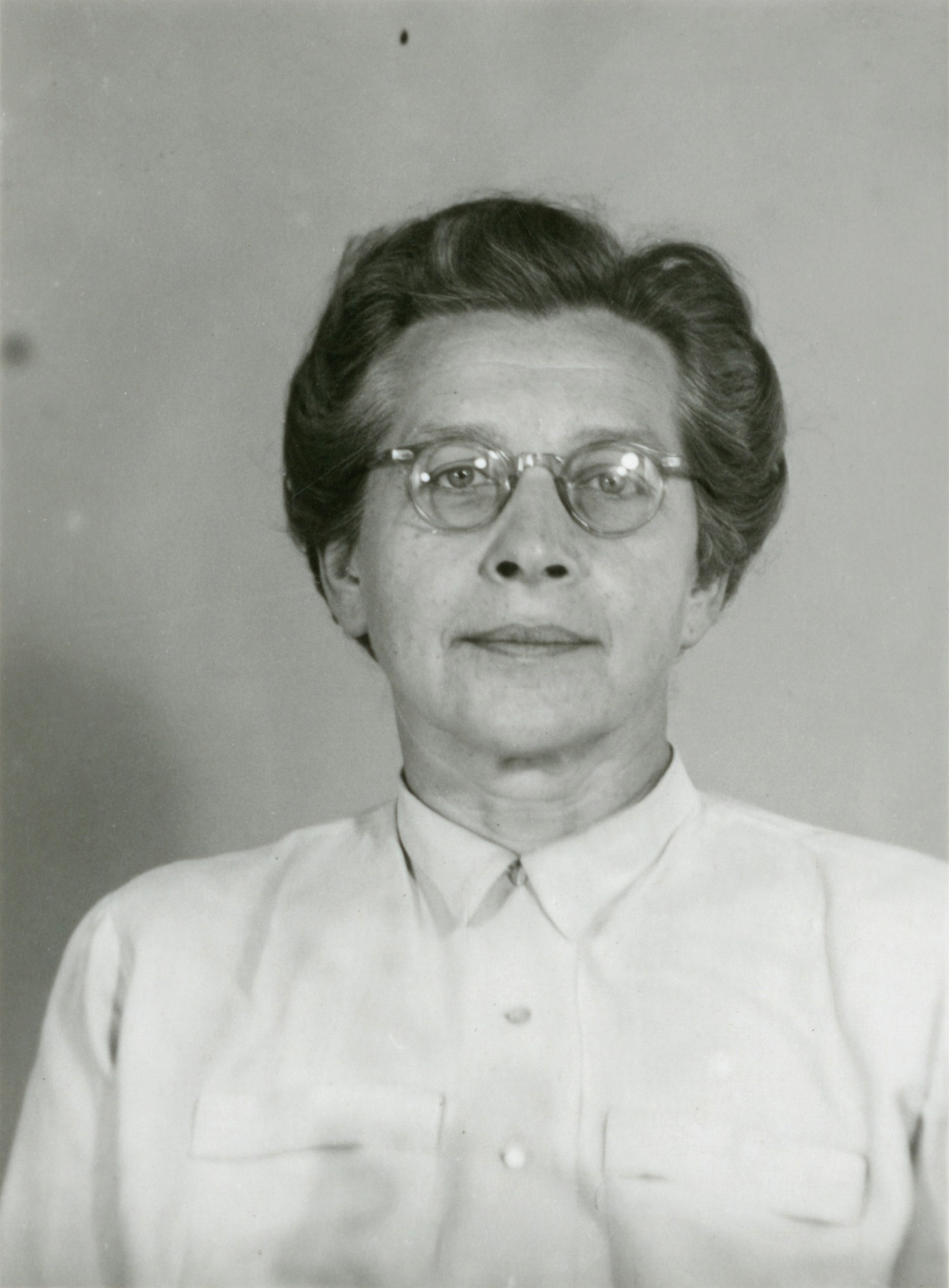
Milada Horáková (1949).

Milada Horáková (geborene Králová; * 25. Dezember 1901 in Královské Vinohrady, Österreich-Ungarn; † 27. Juni 1950 in Prag, Tschechoslowakei) war eine tschechische Politikerin (ČSNS), Widerstandskämpferin und Frauenrechtlerin. In einem Schauprozess während der politischen Prozesse in der Tschechoslowakei 1948–1954 wurde sie 1950 zum Tode verurteilt und hingerichtet.

## Leben
Milada Králová wuchs in einer bürgerlichen Familie in der damals noch eigenständigen Stadt Královské Vinohrady  (ab 1960 zu Prag) auf. Ihr Vater Čeněk Král war Direktor einer Bleistiftfabrik in Budweis und Anhänger von Tomáš Garrigue Masaryks Realistischer Partei. Zwei ihrer Geschwister starben im Kindesalter an Scharlach. Die Mutter wurde anschließend körperlich und psychisch krank, Milada pflegte sie und übernahm Verantwortung für ihre jüngere Schwester.
Nach der Matura 1921 studierte sie Jura an der Prager Karls-Universität und wurde 1926 promoviert. Danach arbeitete sie bei der Stadtverwaltung von Prag in den Ressorts Sozialwesen, Wohnungsbau und Arbeit. Sie heiratete 1927 den Agraringenieur und Journalisten Bohuslav Horák (1899–1976) und konvertierte seiner streng protestantischen Familie zuliebe zur Evangelischen Kirche. 1933 brachte sie ihre Tochter Jana zur Welt, die 1968 in die USA emigrierte.

## Politische Tätigkeit
Als junge Frau engagierte sich Horáková in den 1920er und 1930er Jahren in der tschechoslowakischen Frauenbewegung. 1923 gehörte sie zu den Mitbegründerinnen des „Nationalen Frauenrates“ (Ženská národní rada, kurz ŽNR), 1946 beteiligte sie sich federführend an der Wiederbelebung des Rates unter dem neuen Namen Rada československých žen RČŽ (Rat tschechoslowakischer Frauen), zu dessen Vorsitzende sie gewählt wurde. Zudem trat sie 1929 der Tschechoslowakischen Volkssozialistischen Partei (ČSNS) bei.
1939 ging Horáková in den tschechoslowakischen Widerstand gegen den Nationalsozialismus und arbeitete in den Widerstandsgruppen Petiční výbor Věrni zůstaneme, Politické ústředí sowie in der Dachorganisation ÚVOD. Bereits nach kurzer Zeit wurde sie von der Gestapo verhaftet. Sie war zunächst zwei Jahre im Gefängnis Pankrác und wurde dann in der Festung Theresienstadt inhaftiert. Anschließend wurde sie zu Zwangsarbeit in einer Munitionsanstalt in Leipzig verurteilt. Als Agitatorin musste sie erneut ins Gefängnis und wurde in Dresden zum Tode verurteilt. Das Urteil wurde in 8 Jahre Zuchthaus umgewandelt, schließlich wurde sie von der US Army am 1. Mai 1945 in der Strafanstalt Aichach befreit.
Nach ihrer Befreiung lebte sie in Prag, wo sie gegen die Kommunistische Partei agierte. Sie trat für politischen Pluralismus ein, der allein ihrer Meinung nach Freiheit und Individualismus schützen konnte. Horáková war Abgeordnete der ČSNS im tschechoslowakischen Parlament. Nach dem kommunistischen Umsturz vom Februar 1948 legte sie ihr Mandat nieder.

## Schauprozess und Hinrichtung
Als Regimekritikerin unter dem stalinistischen Regime Klement Gottwalds verfolgt, musste sie erneut in den Untergrund gehen. Schließlich wurde sie verhaftet und in einem Schauprozess vor dem neu errichteten Staatsgericht wegen „antisowjetischer Konspiration“, „Hochverrats“, „Spionage“ und „umstürzlerischen Verhaltens“ am 8. Juni 1950 zum Tode verurteilt. Der Staatsanwalt war Josef Urválek, der später auch beim Slánský-Prozess agierte. Im selben Prozess ebenfalls zum Tod verurteilt wurden Jan Buchal, Záviš Kalandra und Oldřich Pecl. Viele Persönlichkeiten setzten sich vergebens für Horákovás Begnadigung ein, darunter Albert Einstein, Bertrand Russell, Winston Churchill und Eleanor Roosevelt. Sie wurde am 27. Juni 1950 im Prager Gefängnis Pankrác hingerichtet. Ihre Leiche wurde im Krematorium Strašnice auf dem Friedhof Vinohrady verbrannt, die Asche anonym auf dem Friedhofsgelände vergraben.

## Rehabilitierung
Am 30. Juli 1968, in der Endphase des Prager Frühlings, hob das höchste Gericht der ČSSR das Urteil postum auf und ordnete die Überprüfung des Falles durch die Staatsanwaltschaft an.
Zu einer vollständigen Rehabilitierung kam es erst im Jahr 1990, nach der Samtenen Revolution und dem Fall des Eisernen Vorhangs. Die Anklägerin Horákovás, Ludmila Brožová-Polednová (1921–2015), wurde am 9. September 2008 vom Obersten Gericht in Prag wegen Beteiligung am Justizmord zu sechs Jahren Freiheitsstrafe verurteilt; nach einem Jahr und acht Monaten Haft wurde sie begnadigt.

## Ehrungen
Der tschechoslowakische Präsident Václav Havel verlieh Milada Horáková 1991 postum den Tomáš-Garrigue-Masaryk-Orden 1. Klasse, eine der höchsten staatlichen Auszeichnungen. Auf dem Vyšehrader Friedhof wurde im Jahr 2000 ein Kenotaph für sie errichtet, ihre tatsächlichen Überreste befinden sich auf dem Gelände des Krematoriums Strašnice. Horáková wird als Märtyrerin für die Freiheit verehrt, was sich etwa daran zeigt, dass das Mahnmal für die Opfer am Eisernen Vorhang bei Cheb an ihrem 56. Todestag 2006 eingeweiht wurde.
Im Jahr 2009 wurde vor dem Gefängnis Pankrác, ihrer Hinrichtungsstätte, ein Denkmal mit ihrer Büste von Milan Knobloch für sie errichtet. 2010 wurde der 1998 entdeckte Asteroid (44530) Horáková nach ihr benannt. Auch eine Straße auf dem Letná-Hügel im Norden Prags trägt ihren Namen. Im Jahr 2020 wurde Milada Horáková von der slowakischen Staatspräsidentin Zuzana Čaputová postum mit den Orden des Weißen Doppelkreuzes 1. Klasse ausgezeichnet.
Die zehnteilige Dokumentarserie Proces H von Česká televize aus dem Jahr 2009 rekonstruiert den Verlauf des Schauprozesses, basierend auf Archivmaterial.
In der Filmbiografie Milada mit der israelischen Schauspielerin Ayelet Zurer in der Titelrolle wird Horákovás Leben nachgezeichnet. Der Film erhielt 2017 den Böhmischen Löwen.

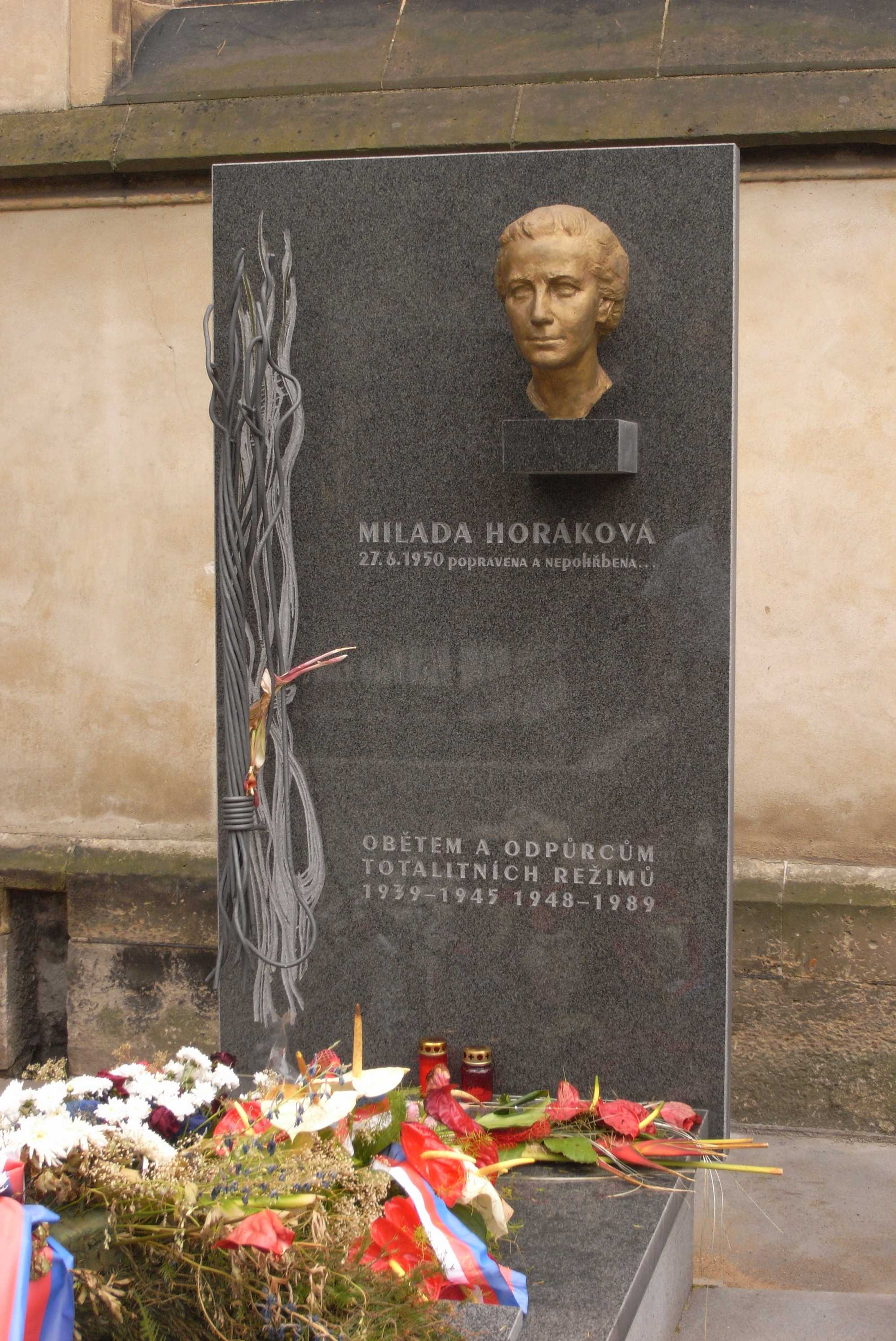
Horáková-Kenotaph auf dem Vyšehrader Friedhof
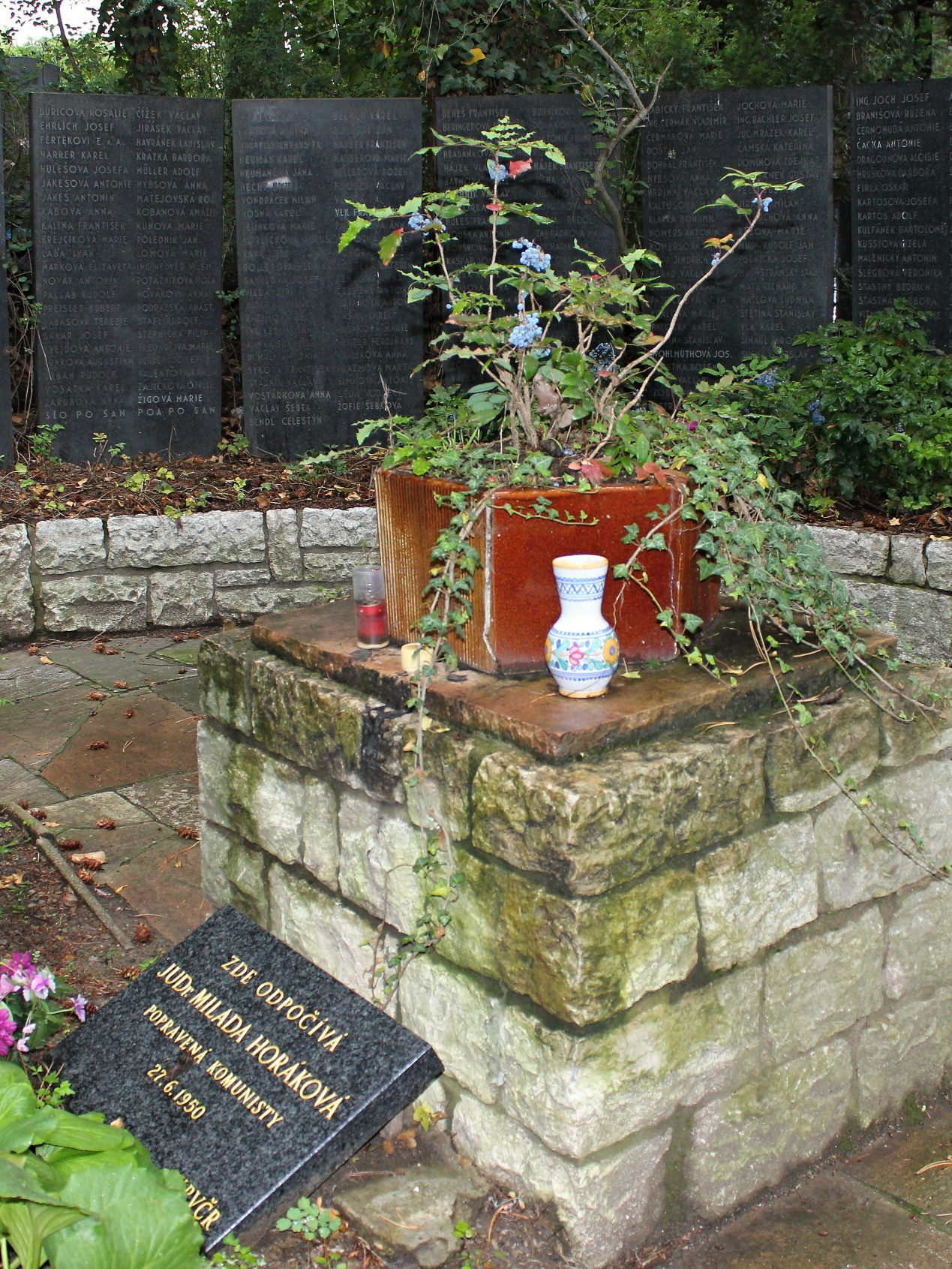
Horáková-Kenotaph im Krematorium Strašnice
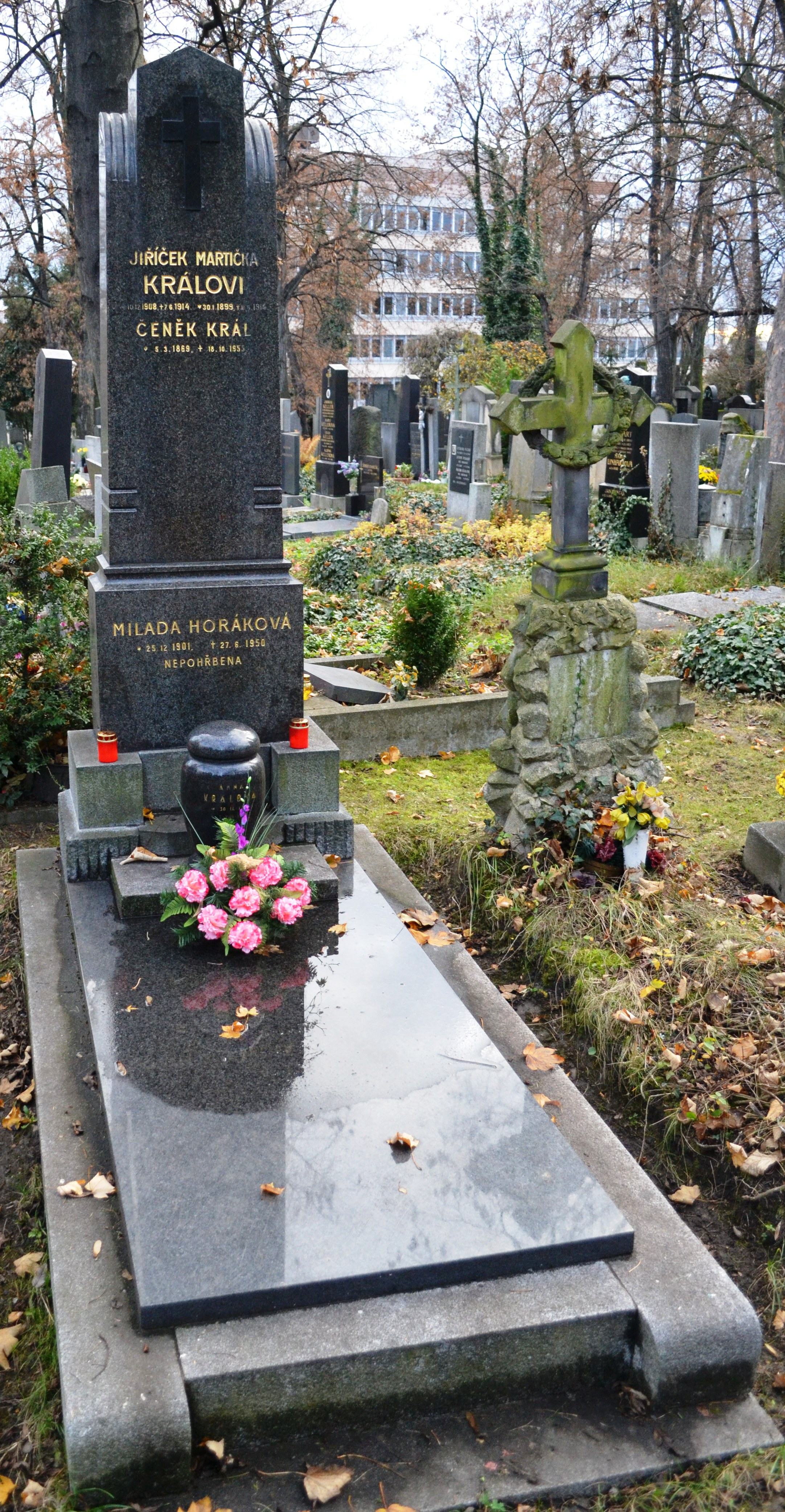
Inschrift für Horáková auf dem Friedhof Vinohrady
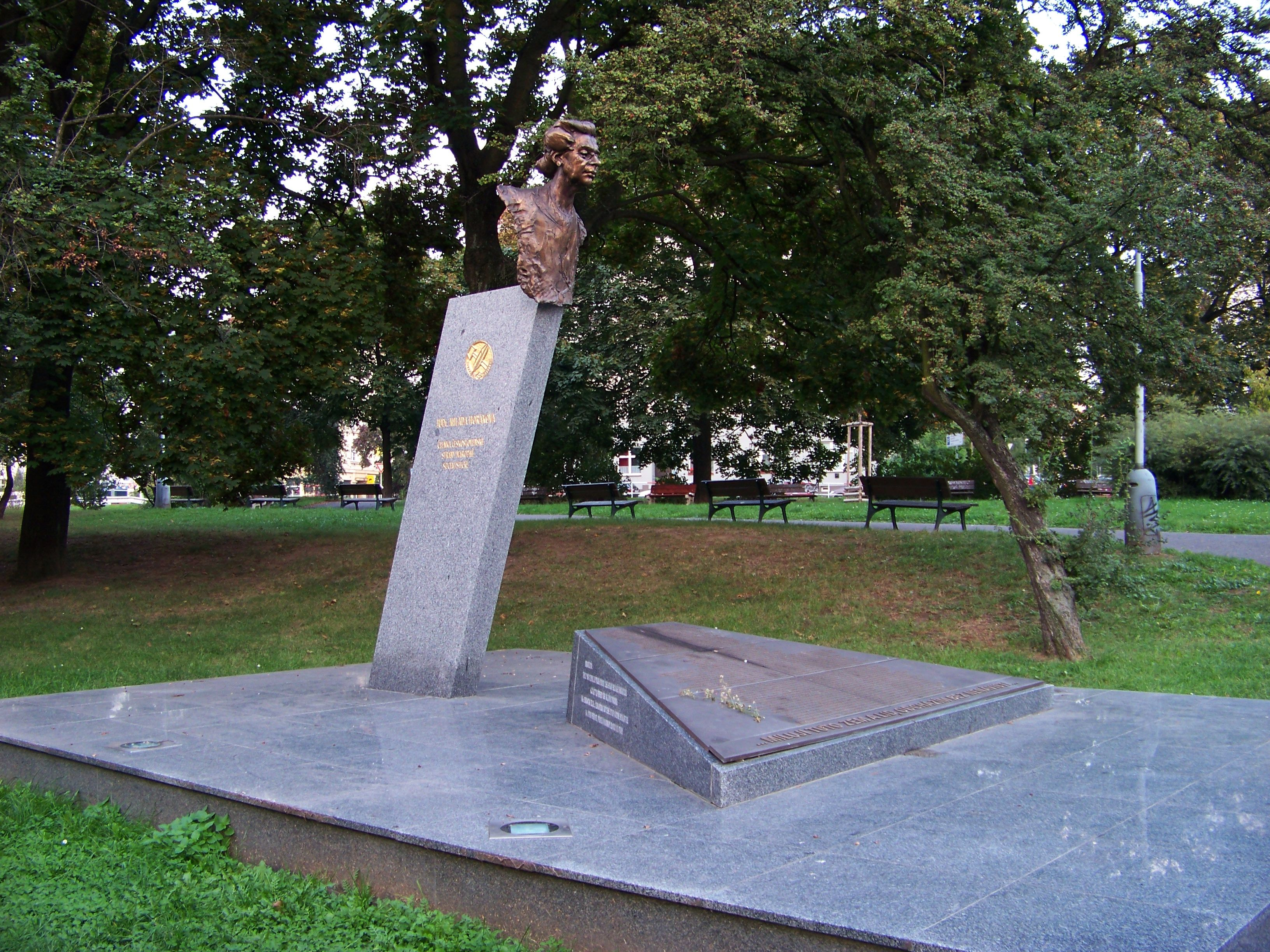
Horáková-Denkmal vor dem Gefängnis Pankrác
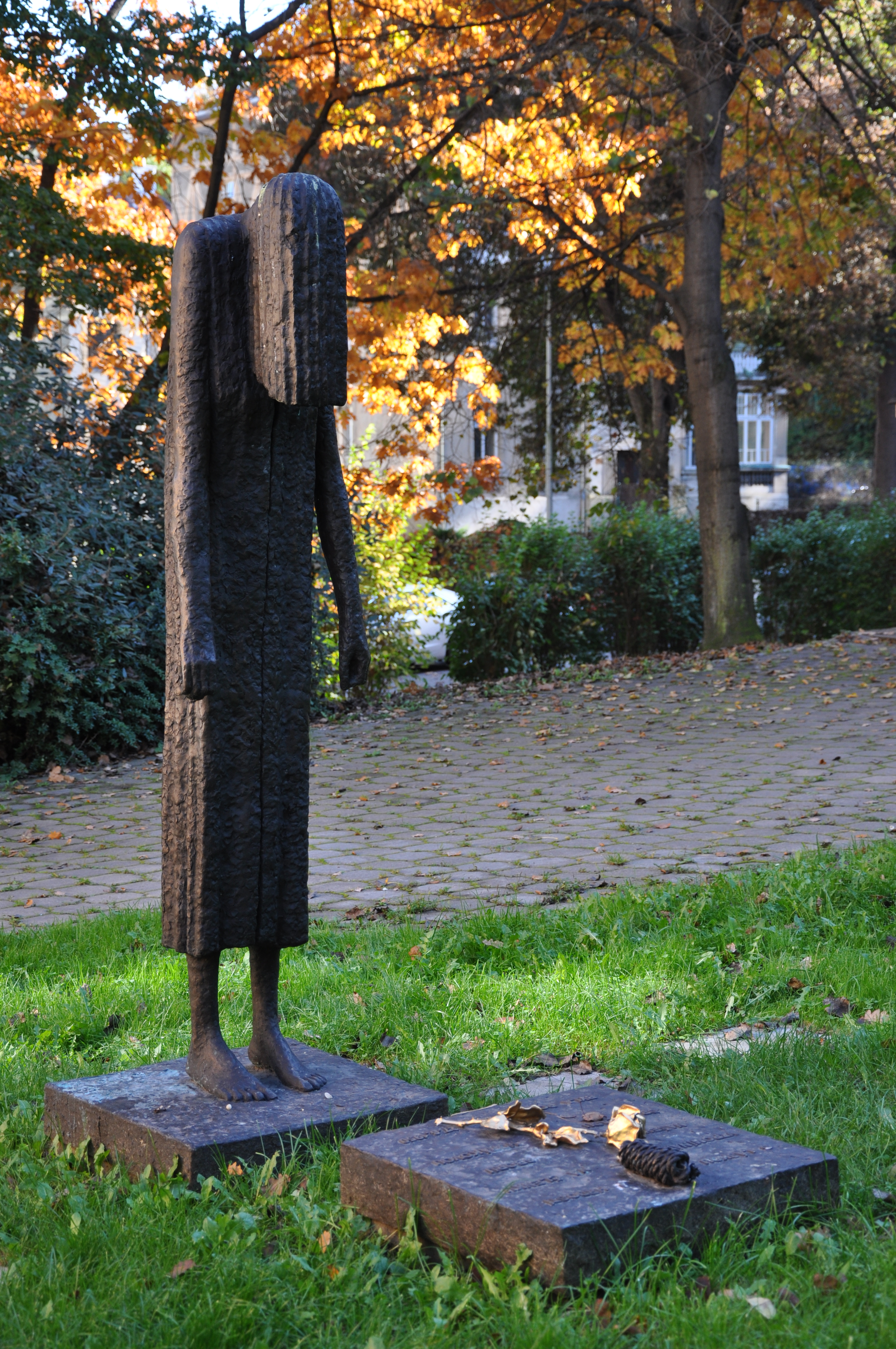
Horáková-Denkmal in Prag-Smíchov